# آندره موروا
آندره موروا (به فرانسوی: André Maurois) نویسنده، تاریخ‌نویس، مقاله‌نویس و حکایت پرداز قرن بیستم میلادی اهل فرانسه بود. او زادهٔ ۲۵ ژوئیه ۱۸۸۵ و درگذشتهٔ ۹ اکتبر ۱۹۶۷ در نویی-سور-سن بود.

## زندگی
آندره موروا که نام اصلی او امیل سالومون هرزوگ (Émile Salomon Wilhelm Herzog) بود، اصالت یهودی داشت. او در سال ۱۸۸۵ در شهر البوف متولد شد و پس از پایان تحصیلاتش، برای ده سال مسئولیت نظارت بر کارخانه نساجی خانوادگی را عهده‌دار شد. او در طول جنگ جهانی اول به ارتش فرانسه پیوست و از طرف ارتش فرانسه به سمت رابط و مترجم در بین نیروهای فرانسه و انگلیس انتخاب شد. داستان‌نویسی را بر اساس تجربیاتش در جنگ با نوشتن کتاب «سکوت سرهنگ برامبل» (فرانسوی: Les Silences du colonel Bramble‎) در سال ۱۹۱۸ شروع کرد. استقبال از این اثر سبب شد آثار دیگرش نیز پرخواننده باشد. او در ابتدای جنگ جهانی دوم بار دیگر به ارتش فرانسه پیوست و در نیروی آزادیبخش فرانسه مشغول به مبارزه با اشغالگران شد. اما کمی بعد با همسرش به آمریکا رفت و در ۱۹۴۶ مجدداً به فرانسه بازگشت. آثار تاریخی موروا با بهره‌مندی از منابع مستند، برخی از نقطه‌های تاریک تاریخ را روشنی بخشیده‌است. او آثاری در شرح حال عده‌ای از نویسندگان و شاعران انگلستان نیز دارد که سبب شهرت او در کشورهای انگلیسی زبان شده‌است. موروا از سال ۱۹۳۸ که به عضویت فرهنگستان فرانسه پذیرفته شد تا هنگام مرگ در ۱۹۶۷، همواره یکی از شخصیتهای درجه اول ادبیات این کشور به‌شمار می‌رفت.

## آثار ترجمه شده به فارسی
- سکوتهای سرهنگ برامبل؛ مترجم:عباس آگاهی؛ ویراستار: جهانگیر افکاری، انتشارات سروش، ۱۴۰ صفحه - چاپ ۱ سال ۱۳۶۹.
- آیزنهاور: تاریخی از مهمترین عملیات و رمزهای جنگ بین‌الملل دوم؛ ترجمه ابوذر صداقت. قائمشهر: کتابفروشی علی جعفری، [۱۳۳۴].
- چ‍را ف‍ران‍س‍ه ش‍ک‍س‍ت خ‍ورد؟؛ ت‍رج‍م‍ه ابوالقاسم پاینده، تهران:(بی جا) ۱۳۱۹.
- چ‍را ف‍ران‍س‍ه ش‍ک‍س‍ت خ‍ورد؟؛ ت‍رج‍م‍ه اح‍م‍د ف‍رام‍رزی، تهران:ایران (چاپخانه)، ۱۳۲۰.
- «آری‍ل ی‍ا زن‍دگ‍ی ش‍ل‍ی ش‍اع‍ر رم‍ان‍ت‍ی‍ک…»؛ ت‍رج‍م‍ه فریده مهدوی دامغانی، ت‍ه‍ران: ت‍ی‍ر، ۱۳۸۰. ۳۵۰ ص. ۹۶۴-۶۵۸۱-۵۹-۵
- «ب‍ر ب‍ال‍ه‍ای پ‍ن‍دار» (فرانسوی| Ni ange ni bête)؛ ت‍رج‍م‍ه ه‍وش‍ی‍ار رزم‌آزم‍ا، ت‍ه‍ران: س‍پ‍ن‍ج، ۱۳۶۳.
- «ت‍اری‍خ ان‍گ‍ل‍س‍ت‍ان از آغ‍از ت‍ا ام‍روز»؛ ت‍رج‍م‍ه غ‍لام‍ع‍ل‍ی ق‍اس‍م‍ی، ت‍ه‍ران: ک‍ت‍اب ام‍روز، ۱۳۶۶. ۵۶۵ صفحه.
- «ماشین اندیشه نگار» (فرانسوی| La machine à lire les pensées)؛ ترجمه منیژه کیافر، تهران: امیرکبیر، کتابهای جیبی، ۱۳۴۸. ۱۹۱ صفحه.
- «وی‍ک‍ت‍ور ه‍وگ‍و»؛ م‍ت‍رج‍م ن‍اص‍ر ای‍ران‍دوس‍ت، ت‍ه‍ران: انتشارات گ‍وه‍ری‍ن، ۱۳۷۸.
- «شام زیر درختان بلوط و داستان‌های دیگر از نویسندگان فرانسه»، از آندره موروا … [و دیگران]؛ گزینش و ترجمه قاسم صنعوی، تهران: دوستان، ۱۳۹۵. ۲ جلد. ج. ۱: ۹۷۸-۹۶۴-۶۲۰۷-۷۸-۳؛ ج. ۲: ۹۷۸-۹۶۴-۶۲۰۷-۸۰-۶
- «زندگی بالزاک» (فرانسوی| Prométhée ou la Vie de Balzac)؛ مترجم:احمد افشارپویا - شرکت توسعه کتابخانه‌های ایران، ۲۳۲ صفحه، چاپ ۱ سال ۱۳۷۴ چاپ ۲ سال ۱۳۸۱؛ ۹ -۰۸-۵۷۶۰-۹۶۴
- «پرومته: زندگی بالزاک» (فرانسوی| Prométhée ou la Vie de Balzac)؛ مترجم: شهلا برادران‌خسروشاهی؛ ویراستار: خشایار دیهیمی، صدای معاصر، ۷۲۰ صفحه، چاپ ۱ سال ۱۳۹۶؛ ۸ -۲۳-۶۲۹۸-۶۰۰-۹۷۸
- «تاریخ آمریکا» (فرانسوی| Histoire des États-Unis)؛ مترجم: نجفقلی معزی، مصحح: کاظم کاظم‌زاده‌ایرانشهر، انتشارات اقبال، ۷۰۴ صفحه، چاپ ۱ سال ۱۳۰۶، چاپ ۳ سال ۱۳۸۶ - ۵ -۱۷۰-۴۰۶-۹۶۴
- «سفری به سرزمین آرتیکل‌ها»؛ مترجم: منیژه کیافر، ناشر کیافر، ۶۶ صفحه، چاپ ۳ سال ۱۳۹۵؛ ۱ -۰۸-۷۹۰۶-۹۶۴-۹۷۸
- «خپل‌السلطنه‌ها و لندوک‌الدوله‌ها»؛ مترجم: پریا لطیفی‌خواه، ویراستار:نرگس حسنی، نشر پریان - ۱۳۶ صفحه، چاپ ۱ سال ۱۳۹۴؛ ۷ -۱۰-۷۰۵۸-۶۰۰-۹۷۸
- «درسهایی برای خوش زیستن در زندگی زناشویی»؛ مترجم: حسینعلی هروی، چاپ اول ۱۳۴۸، تهران: بنگاه ترجمه و نشر کتاب؛ چاپ ۶ سال ۱۳۷۳، انتشارات ناهید، ۲۰۵ صفحه.
- «هنر خوب زندگی کردن»؛ مترجم: بیدار؛ ویراستار:محمد شریف، نشر جامی، ۲۵۶ صفحه، چاپ ۱ سال ۱۳۸۷ - ۲ -۲۷-۲۵۷۵-۹۶۴
- «هنر زندگی کردن»؛ مترجم:اسمعیل اسعدی، انتشارات اقبال - ۲۶۸ صفحه، چاپ ۵ سال ۱۳۸۰ - ۳ -۰۵۶-۴۰۶-۹۶۴
- «هفت چهره عشق»؛ مترجمان: شیوا رویگریان، هاله رشاد، میلاد بهاران، ۲۱۴ صفحه - چاپ ۱ سال ۱۳۶۹.
- «مستی عشق»؛ مترجم:علی‌اصغر سعیدی، انتشارات گفتار، ۳۴۸ صفحه چاپ ۱ سال ۱۳۶۹، چاپ ۴ سال ۱۳۷۷.
- «در جستجوی جاودانگی»؛ مترجم:محمد راستگو، نشر سایه، ۱۱۲ صفحه، چاپ ۱ سال 1376 - 964-91012-5-X
- «رنج دلدادگی»؛ مترجم:الهام دارچینیان، انتشارات فردوس، ۳۳۶ صفحه، چاپ ۱ سال ۱۳۸۲ - ۶ -۱۸۵-۳۲۰-۹۶۴
- «رنجهای جوانی ورتر»؛ مترجم زهرا خانلری، تهران: کتابفروشی زوار، ۱۳۲۲.[۱]